# 中国国际单位制推行委员会
中国国际单位制推行委员会是中华人民共和国国务院设立的议事协调机构。

## 历史
1977年5月，国务院颁布《中华人民共和国计量管理条例（试行）》，明确规定要“逐步采用国际单位制”。
1978年11月23日，国务院批准了国家科委和国家计量总局《关于成立国际单位制推行委员会的请示报告》。国家科委副主任、党组副书记兼国家计委副主任、国务院科技领导小组办公室主任赵东宛任国际单位制推行委员会主任。国际单位制推行委员会委员共20人组成，包括叶正大（国家科委委员）。1979年3月委员会召开了第一次会议，决定采取积极慎重的方针逐步推广国际单位制。随后又再宁波市、屯溪市、昆明市召开会议。1979年12月在北京召开《计量单位名称与符号方案（讨论稿）》审定会，通过了该方案。
1981年7月14日，国务院批准了《中华人民共和国计量单位名称与符号方案（试行）》，由中国国际单位制推行委员会负责颁布、实施。方案规定中国的基本计量制度是米制，逐步采用国际单位制；为照顾某些行业的特殊要求，方案还包括某些非国际单位制单位，如部分市制计量单位。1981年8月7日《人民日报》发表了中国国际单位制推行委员会主任赵东宛就颁发《中华人民共和国计量单位名称与符号方案(试行)》向新华社记者发表的谈话。 
1982年2月10日，国家出版局、中国国际单位制推行委员会发布《关于贯彻<中华人民共和国计量单位名称与符号方案(试行)>的联合通知》。1982年4月，该委员会在广州召开“国际单位制研究讨论会”。
1982年5月国务院机构改革，撤销了该委员会。